# C級軽巡洋艦
| C級軽巡洋艦            | C級軽巡洋艦                                                        |
| ---------------------- | ------------------------------------------------------------------ |
| HMS ケープタウン       |                                                                    |
| 艦級概観               |                                                                    |
| 艦種                   | 軽巡洋艦                                                           |
| 艦名                   | Cで始まる単語                                                      |
| 前級                   | アリシューザ級軽巡洋艦（初代）                                     |
| 次級                   | ダナイー級軽巡洋艦                                                 |
| 性能諸元（カレドン級） |                                                                    |
| 排水量                 | 基準 4,180トン 満載 4,950トン                                      |
| 全長                   | 450 ft（140 m）                                                    |
| 全幅                   | 43 ft（13 m）                                                      |
| 吃水                   | 14 ft（4.3 m）                                                     |
| 機関                   | パーソンズ式タービン、2軸推進 40,000 shp                           |
| 最大速力               | 29ノット                                                           |
| 航続距離               | 5,900カイリ （10ノット (20 km/h) 時）                              |
| 乗員                   | 士官、兵員334名                                                    |
| 兵装                   | 6インチ砲5門、 3インチ砲2門、 2ポンド砲2門、 21インチ魚雷発射管8門 |

C級軽巡洋艦（C class）は、イギリス海軍の軽巡洋艦の艦級。艦名がCから始まることからこの名称が付いた。本級はカロライン級、カライアピ級、カンブリアン級、セントー級、カレドン級、セレス級、カーライル級の7つのサブクラスに分類される。その小振りな艦型にもかかわらず、本級は北海での過酷な環境において有能であることが実証された。

## 各サブクラス

### カレドン級
セントー級の改良型。同型4隻。
本型・シアリーズ級・カーライル級の3つをまとめて「後期C級」とも呼ばれる。
タービンに減速ギアが搭載され、水雷兵装も艦内埋込み式から甲板上旋回式となった。

### シアリーズ級
カレドン級の改良型。同型5隻。
艦橋の位置を後方に下げて高くし、1・2番砲塔の配置を艦橋前後部に配置する形から艦橋前部に背負い式へ配置する形に改められた。
これにより前方火力が増し、艦橋に波がかぶりにくくなっている。

### カーライル級
シアリーズ級の改良型。同型5隻。
ケープタウン級と呼ぶ資料もある。
それまで批判のあった凌波性を改善するため、艦首にシアーを設けた。これに伴い、外板にナックル・ラインができている。
この艦首がトロール船に似ていることから、「トローラー・バウ」とも呼ばれた。